# Koordinierungsstelle Berufsorientierung
Die Koordinierungsstelle Berufsorientierung ist eine öffentliche Einrichtung mit Sitz in der niedersächsischen Landeshauptstadt Hannover.
Sie wird getragen vom Niedersächsischen Kultusministerium und der Regionaldirektion Niedersachsen-Bremen der Bundesagentur für Arbeit.
Die Einrichtung verfolgt das Ziel, das Regelangebot der Berufsorientierung von Schule und Berufsberatung zu ergänzen. Gemäß Presseveröffentlichungen definiert sie sich als Servicestelle zur Unterstützung der niedersächsischen Schulen bei der Organisation und Durchführung von Projekten der vertieften Berufsorientierung. Ihre Aufgabe sieht die Koordinierungsstelle Berufsorientierung gemäß der öffentlichen Vereinbarung weiterhin in einer strukturierten Darstellung von landesweit angebotenen Maßnahmen zur vertieften Berufsorientierung für die Schulen, um Transparenz herzustellen.

## Geschichte
Die Koordinierungsstelle Berufsorientierung wurde am 1. August 2011 auf Initiative der Niedersächsischen Landesregierung und der Regionaldirektion Niedersachsen-Bremen der Bundesagentur für Arbeit, eingerichtet.
Bis zum Jahr 2015 haben Schüler an rund 600 niedersächsischen Schulen an Maßnahmen der Koordinierungsstelle Berufsorientierung teilgenommen. Dies entspricht einer Beteiligungsquote von knapp über 70 Prozent der niedersächsischen Haupt-, Real-, Ober- und Gesamtschulen.

## Angebote
Die öffentlich finanzierten Angebote für die niedersächsischen allgemeinbildenden Schulen umfassen Datenbanken und Maßnahmen der vertieften Berufsorientierung.
Die den Schulen zugänglichen Datenbanken umfassen regionale Bildungsnetzwerke, Maßnahmebeispiele zur vertieften Berufsorientierung, Praxisplätze für betriebliche Praxistage sowie Paten- und Mentorenprogramme.
Die Maßnahmen sind eine einführende Berufsweltorientierung, Berufsfelderkundungen, Branchenpraxistage, eine Talentwerkstatt, ein Bewerbungstraining, Angebote für die Oberstufe sowie ein Schüler-/Elternseminar.

## Maßnahmen
- Bei der praktischen Berufsweltorientierung durchlaufen die  Schüler an einem Tag mehrere von Betrieben betreute simulierte Arbeitsplätze und bearbeiten dabei handlungs- und praxisorientierte Aufgaben.[11] Dabei werden gemäß Maßnahmebeschreibung ein grundlegendes Kennenlernen unterschiedlicher Berufe und Berufsfelder geboten.[12]

- Das Modul Berufsfelderkundungen umfasst fünf Tage, einschließlich eines Vor- und eines Nachbereitungstags. Die Schüler ordnen sich einem Berufsfeld zu wie z. B. Bau, Metall, Elektro, Pflege und Erziehung, Medien und Gestaltung. Hier werden laut  Maßnahmebeschreibung konkrete Ausbildungsberufe erkundet.[13]

- Bei der branchenbezogenen Praxiserfahrung können Schülern in einer von der Schule festgelegten Branche Praxistage durchführen. Angeboten werden „Metall“, „Kunststoffe“, „Elektro“, „Energie“, „Garten- und Landschaftsbau“, „Lager/Handel“, „Gesundheit und Pflege“, „Wirtschaft und Verwaltung“ und „Bau“ und „MINT“.[14]

- In der Talentwerkstatt werden berufsbezogene Interessen und Fähigkeiten konkretisiert und dazu passende Berufe gefunden. In einer sich anschließenden dreitägigen Praxisphase in einem regionalen Ausbildungsbetrieb können die Jugendlichen überprüfen, ob sie den Anforderungen dieses Ausbildungsberufes gewachsen sind.

- Mit dem Handlungsorientierten Training für die Realisierung von Ausbildungswünschen wird die Umsetzung der zuvor erarbeiteten beruflichen Ziele gefördert und die  Schüler werden  auf das Bewerbungsverfahren vorbereitet.[15] Die Inhalte werden unter Einbeziehung betrieblicher Experten trainiert.[16]

- In einer Reflexion der Studien- und Ausbildungsmöglichkeiten nach der Sekundarstufe II wird für Oberstufenschüler eine eintägige Kompetenzfeststellung mit Selbst- und Fremdeinschätzung, eine eintägige Information über Studium, Ausbildung und Überbrückungsmöglichkeiten sowie ein eintägiges Bewerbungstraining durchgeführt.[17]

- Bei einer dreitägigen Erkundung zu Studium und Beruf erleben Oberstufenschüler eine eintägige Schulung zur kritischen Internetrecherche bei der Studien- und Berufswahl, ein eintägiges Schnupperstudium an einer Hochschule mit Hochschulvertretern und eine eintägige Betriebserkundung.

- Die Eltern einzubinden und sie zu motivieren, den Berufsorientierungsprozess gemäß den Fähigkeiten, Interessen und Potenzialen ihres Kindes zu begleiten und zu unterstützen, ist ein wesentlicher Baustein des Moduls Schüler-/ Elternseminar.[18] Die Eltern sollen sich als Übergangscoach und Prozessmanager im Berufsorientierungsprozess ihrer Kinder verstehen.[19]